# アレクサンダー・シュヴォロウ
アレクサンダー・シュヴォロウ（Alexander Schwolow 、1992年6月2日 - ）は、ドイツ・ヴィースバーデン出身のプロサッカー選手。ブンデスリーガ・1.FCウニオン・ベルリン所属。ポジションは、ゴールキーパー。

## 経歴
2008年SCフライブルクの下部組織に入団。2010年にリザーブに昇格、レギオナルリーガで51試合に出場し12試合のクリーンシートを達成した。2012年1月に初めてトップチームのベンチに座る。2014年5月のハノーファー96戦でデビュー。試合は2-3で敗れた。
2014年7月、3. リーガに降格したアルミニア・ビーレフェルトに2年間レンタルされることが発表された。
2015年7月、ロマン・ビュルキがボルシア・ドルトムントに移籍したことに伴い1年早く復帰することが発表された。
2020年8月4日、ヘルタ・ベルリンと契約した。
2022年6月15日、シャルケ04に2022-23シーズン終了まで期限付き移籍で加入することが発表された。
2023年7月26日、契約年数非公開でUEFAチャンピオンズリーグに出場する1.FCウニオン・ベルリンへ移籍した。

## タイトル

### クラブ
フライブルク
- ブンデスリーガ2部 : 1回 (2015-16)

アルミニア・ビーレフェルト
- ブンデスリーガ3部 : 1回 (2014-15)